# Policía Nacional
Cuerpo Nacional de Policía (CNP) är den spanska statspolisen. Det är en civil myndighet underställd inrikesdepartementet. Den har huvudansvaret för allmän ordning och säkerhet i tätorter med över 20 000 invånare. Övriga delar av landet faller under Guardia Civils ansvarsområde. I Baskien, Katalonien och Navarra är det dock de regionala poliskårerna Ertzaintza, Mossos d'Esquadra och Policía foral som har huvudansvaret för allmän ordning och säkerhet i regionen.

## Nationellt uppdrag
CNP har ensam ansvaret för följande områden:
1. Identitetskort och pass
2. Gränspolis, invandring, asyl
3. Hasardspel
4. Narkotika
5. Interpol, Europol
6. Bevakningsföretag

## Organisation
CNP och Guardia Civil lyder bägge under  Dirección General de la Policía y de la Guardia Civil.